# NGC 5308
NGC 5308 là một thiên hà dạng thấu kính cạnh trong chòm sao Đại Hùng. Nó được phát hiện vào ngày 19 tháng 3 năm 1790 bởi William Herschel. Nó được John Louis Emil Dreyer mô tả là "sáng, khá lớn" khi ông biên soạn Danh mục chung mới. Một thiên hà nhỏ, không đều gần NGC 5308 đã được chỉ định LEDA 2802348.
NGC 5308 được chụp bằng Kính viễn vọng Không gian Hubble vào năm 2016. Thiên hà dường như là một đĩa phẳng, nhẵn, điển hình của hầu hết các thiên hà dạng thấu kính. Nhiều cụm sao hình cầu lớn quay quanh thiên hà; chúng có thể nhìn thấy như những chấm nhỏ xung quanh thiên hà và hầu hết được tạo thành từ những ngôi sao già, cũ tương tự như chính thiên hà.
SN 1996bk, một siêu tân tinh loại Ia, được phát hiện trong NGC 5308 vào tháng 10 năm 1996. Siêu tân tinh là 10,5 "nam và 17,9" phía tây trung tâm thiên hà và có cấp sao biểu kiến là 15.